# Kanth
Kanth là một thị xã và là một nagar panchayat của quận Moradabad thuộc bang Uttar Pradesh, Ấn Độ.

## Địa lý
Kanth có vị trí 29°04′B 78°38′Đ / 29,07°B 78,63°Đ Nó có độ cao trung bình là 191 mét (626 feet).

## Nhân khẩu
Theo điều tra dân số năm 2001 của Ấn Độ, Kanth có dân số 23.583 người. Phái nam chiếm 53% tổng số dân và phái nữ chiếm 47%. Kanth có tỷ lệ 57% biết đọc biết viết, thấp hơn tỷ lệ trung bình toàn quốc là 59,5%: tỷ lệ cho phái nam là 64%, và tỷ lệ cho phái nữ là 48%. Tại Kanth, 17% dân số nhỏ hơn 6 tuổi.